# アルファベット
アルファベット（英: alphabet）は、表音文字のうちの音素文字の一種で、学術的には一つ一つの文字が原則としてひとつの子音もしくは母音という音素を表すものを指す。
起源は、古代ギリシア人が子音字に加えて母音字を持つギリシア文字を作ったことが始まりである。これはフェニキア文字（子音字のみのアブジャドに属する）を用いて作られた。
その後、古代イタリア地域諸言語（ラテン語や非インド・ヨーロッパ語族を含む）、および多くのインド・ヨーロッパ語族（インド・イラン語派を除く）はアルファベットを採用した。
以上は学術的な定義であるが、「アルファベット」という語はそれ以外の意味で用いられることもある。以下に列挙する。
- 音素文字もしくは表音文字を指してアルファベットと呼ぶことがある。例えば、英語の「alphabet」の用例として、日本語の仮名を「Japanese alphabet」と呼ぶことがある[注 4][1]。
- 日常語において「アルファベット」という単語は主にヨーロッパ系の言語の文字を指す。
- 日本においては「アルファベット」の語は、世界でもっとも広く通用している代表的なアルファベットであるラテン文字（ローマ字）の代名詞としても定着しているが、（歴史的経緯により）「ローマ字」の語を日本語のラテン文字化に限定する用法も一般的である[2][3][4]。
- アルファベットを伝統的な配列で文字一覧として並べたものをいうこともある。
- 文字一覧はどの言語習得においても初期に学ぶことであるから、「学習の初歩」を意味することもある[注 5]。

## 概要
| いわゆる文字 | 表音文字                   | 表音文字 | 表音文字 |
| いわゆる文字 | 音素文字                   |          |          |
| いわゆる文字 | アブジャド                 |          |          |
| いわゆる文字 | アブギダ                   |          |          |
| いわゆる文字 | アルファベット             |          |          |
| いわゆる文字 | 音節文字                   |          |          |
| いわゆる文字 | 表語文字（象形文字を含む） |          |          |
| その他       | 表意文字                   | 表意文字 | 表意文字 |
| その他       | ピクトグラム（絵文字）     |          |          |

文字体系の類型としては、アルファベットはアブギダやアブジャドとともに音素文字に属する。ただし欧米では、これら3つをまとめて「アルファベット」と呼ぶことがある。
- アルファベットは、原則として、音声言語の音素のうち子音と母音とを異なる字母で表記する。
- アブジャドは、子音だけを表記し、母音は原則的に表記しない。
- アブギダは、子音の字母を書くと特定の母音が伴った音節を表し、それ以外の母音が伴った音節を表す場合などは補助的な記号を付加することで表記する。

アルファベットのほとんどは、セム諸語のための文字として中東で誕生したアブジャドから発展したと考えられている。アブギダもアブジャドから発展したと考えられている（かつては音節文字とアルファベットの中間段階と考えられたこともあった）。

## 歴史

フェニキアのアブジャドの末裔である4種の代表的な音素文字の比較。左からラテン文字、ギリシア文字、元になったフェニキア文字、ヘブライ文字、アラビア文字。

アルファベットの起源はアブジャドである。ギリシャ人はアルファベットを、セム文字系統のフェニキア文字（アブジャドに属する）から作った。
アブジャドは、紀元前1700年 - 紀元前1500年頃に地中海東部の沿岸地域で発達したと考えられている。これは北セム文字と呼ばれ、楔形文字とヒエログリフを組み合わせてできたものであるが、クレタ文字やヒッタイト文字のような類縁関係にある文字から採られたものもあるようだ。北セム文字には子音をあらわす文字しかなく、単語の中の母音は補って読まなければならなかった。紀元前1000年頃に北セム文字が、南セム文字、カナン文字、アラム文字、ギリシア文字の4つの系統に分かれたと考える学者は多い。ただし、南セム文字だけは北セム文字とは独立に発達か、両者が共通の祖先から発達したのだという説もある。南セム文字は、アラビア半島でかつて用いられていた諸言語や、現代のエチオピアの諸言語の文字の起源である。
ギリシャ人はアルファベットを作り、フェニキア文字が子音字22文字だったものを、24文字（方言によってはこれより多いものもある）に増やし、母音を表す文字と子音を表す文字を区別するようにした。紀元前500年頃からは、ギリシャ文字は左から右に書かれる規則が成立した。ギリシャ文字は、地中海地域全体に広まり、エトルリア文字、オスク文字、ウンブリア文字、ラテン文字などのもととなった。中でもラテン文字は、ローマ帝国の言語であるラテン語を記すための文字だったため、西ヨーロッパで話されているすべての言語のアルファベットの基礎となった。
どんなアルファベットでも、異なる言語を話す民族によって使われていれば、それぞれ改変が加えられるものである。アルファベットの数や文字の形も異なり、文字の上下に記号をつけて、その文字が本来あらわす音とは違った音を表すこともある。例えば、「c」の下に小さな筆記体の「z」をつけた「セディーユ」という文字は、フランス語、ポルトガル語、トルコ語などではごく一般的に使われるが、英語では外来語を除いてほとんど使用されない。また、セディーユは、フランス語とポルトガル語では /s/ の音をあらわすが、トルコ語では /tʃ/ の音を表し、古いスペイン語では /ts/ の音を表していた。
アルファベットは、1つの文字が1つの音を表すようにしようとして発展してきたものではあるが、現代アルファベットを用いる言語の中で、このような原則が厳密に守られているものはあまりない。その大きな理由は、話し言葉が時代の変遷に応じて大きく変化する傾向があるのに対して、つづり字は人工的な改変・再編がない限り滅多に変化しないからである。この傾向は大母音推移という現象を経た英語において特に顕著である。例えば、英語で「騎士」を意味する単語のつづりが「knight」であるにもかかわらず発音が /nait/ なのは、古い英語では「k」も「gh」も発音されていたが、現代の英語ではそれが黙字として発音されなくなったからである。
つづり字と発音の間の違いの大きな言語では、歴史の節目でつづり字改革運動が起こることがあり、英語においては「colour」→「color」、「gaol」
→「jail」等、アメリカ英語の一部の単語にその例を見ることができる。

## アルファベットの例
- ギリシア文字
- キリル文字
  - ウクライナ語アルファベット（英語版記事 en:Ukrainian alphabet） --ウクライナ語にはІ（イー） Ї （イィー）Ґ（ゲー）というロシア語アルファベットには無いアルファベットがある[5]。また、ウクライナ語のアルファベットには、ロシア語のы（ウィー）やё（ヨー）は無い。
  - ロシア語アルファベット
- ラテン文字 
  - イタリア語アルファベット
  - スペイン語アルファベット
  - ポルトガル語アルファベット
  - フランス語アルファベット
  - ドイツ語アルファベット
  - ポーランド語アルファベット
  - オランダ語アルファベット
  - 英語アルファベット
  - トルコ語アルファベット - トルコ語で1928年から用いられているラテン系アルファベット。1928以前はオスマン語（トルコ語）はアラビア文字（ペルシア文字）（オスマン語のアラビア文字）で書かれた。
  - クオック・グー - ベトナム語アルファベット

- ルーン文字
- アルメニア文字
- グルジア文字
- コプト文字（コプト語[注 7]で用いた）